# Celan
Celan je rumunjsko prezime.
Poznate osobe s prezimenom Celan:
- Paul-Peisah Antschel (yi. פֶּסַח אַנטשעל)‎, "Paul Celan"
- Eugen Celan, rumunjski doktor veterinarske medicine i autor